# Octavie Tardif
Octavie Tardif, née Boulongne le 15 février 1833 à Aumale et morte le 25 octobre 1917 à Paris 14e, est une militante communarde, membre de l'Association internationale des travailleurs (Internationale), exerçant le métier de confectionneuse à Paris. Elle s'engage dans les actions entreprises par les femmes dans la Commune de Paris, devenant notamment l'une des dirigeantes de l'Union des femmes pour la défense de Paris et les soins aux blessés.

## Biographie

### Famille
Octavie Victoire Boulongne naît en 1833 à Aumale, fille de Pierre Antoine Prudence Boulogne, tailleur d'habits, et Virginie Leclerc.   
En décembre 1861, devenue elle-même tailleur et installée en concubinage 18 boulevard d'Italie à Paris avec Martial Tardif, lui aussi tailleur, elle donne naissance à un garçon prénommé Marcelin, fils naturel de son compagnon. L'enfant meurt huit mois plus tard.  
En février 1863, Octavie Boulongne et Martial Tardif se marient, alors qu'elle est enceinte, : leur fille Henriette naît en août. Quatre ans plus tard, leur fils Octave voit le jour, mais il meurt quatre mois plus tard à Subligny, où il avait été place en nourrice.  
Martial Tardif meurt en 1875. 

### Biographie
En octobre 1870, Octavie Tardif remet, avec quatre autres citoyennes, une réclamation à l'hôtel de ville de Paris, afin que « les hommes valides qui ne sont ni médecins ni chirurgiens [soient] remplacés par des femmes dans le service des ambulances. » Leur requête est acceptée.
Devenue l'une des dirigeantes du 13e arrondissement de l'Union des femmes pour la défense de Paris et les soins aux blessés, fondée le 11 avril 1871, Octavie Tardif rédige[Quand ?] une lettre collective de revendication pour les ouvrières à Léo Frankel en tant que « déléguée aux écritures ». La lettre est signée de dix représentantes des travailleuses du de Paris. Dans cette lettre, les femmes indiquent être toujours en attente d'un emploi utile et critiquent le fait que l'administration de la Commune se préoccupe prioritairement de politique. Elles émettent l'avis que l’éradication de la misère doit être une priorité et que la politique sera  « pure » quand la question économique sera réglée, c'est-à-dire par l'émancipation du travail, en supprimant les intermédiaires et les usuriers entre les producteurs et la consommation finale du produit de leur travail. Elles opposent une vision féminine du « progrès » et l’« immobilisme de votre sexe ».
Le 3 mai 1871, Octavie Tardif adresse à la Commission du travail et d’échange une pétition de 85 signatures : « Il nous faut du travail, puisque nos frères, nos maris, nos fils ne peuvent subvenir aux besoins de la famille. »
Elle est secrétaire du Panthéon de l'Internationale et aurait, selon un rapport de police du 14 janvier 1873, transmis à la Justice militaire la liste de membres de l’Internationale du 13e arrondissement de Paris.
Domiciliée 11 rue du Moulin-des-Prés, Octavie Boulongne meurt en octobre 1917 à l'hôpital Cochin,. Sur son acte de décès, il est indiqué qu'elle est la veuve d'un dénommé Berney, « sans autres renseignements ».